# 金屋塘镇
金屋塘镇，是中华人民共和国湖南省邵陽市绥宁县下辖的一个乡镇级行政单位。

## 行政区划
金屋塘镇下辖以下地区：
草寨社区、张家湾村、小坪村、岳溪江村、主溪村、新华村、金屋村、草寨村、长坪村、雄鱼村、鱼林溪村、砖屋村、大吉村和万子村。